# کی‌وی-۱
کی‌وی-۱ (روسی: КВ-۱) (مخفف Климент Ворошилов - کلیمنت ووراشیلوف) یک تانک سنگین ساخت شوروی بود که اواخر دهه ۱۹۳۰ طراحی و به صورت گسترده در جنگ جهانی دوم به کار گرفته شد. این تانک در ابتدا صرفاً کی‌وی نامیده می‌شد اما پس از ظهور کی‌وی-۲، به کی‌وی-۱ تغییر عنوان داد.
این تانک به سبب تاب‌آوری بالا در اوایل جنگ شوروی و آلمان مخصوصاً در سال اول با داشتن زره ضخیم شناخته می‌شود. این تانک در عمل در مقابل آتش توپ‌های ۳۷ میلی‌متری ضد تانک و توپ‌های ۷۵ میلی‌متری تانک‌های آلمانی کاملاً ایمن بود و تنها توپ‌های ضدهوایی فلاک ۸۸ بر آن اثر می‌کرد.
پیش از آغاز تهاجم آلمانی‌ها تنها ۵۰۰ دستگاه از مجموع قریب به ۲۲ هزار ارتش سرخ تانک‌های کی‌وی-۱ بودند. با ادامه جنگ مشخص گشت منفعت اندکی در ادامه تولید این تانک‌های گران وجود دارد و تمرکز بر تانک متوسط تی-۳۴ که از همه جوانب عملکرد بهتری داشت، قرار گرفت. بعدها از تانک کی‌وی-۱ به عنوان پایه طراحی و تولید سری تانک‌های آی‌اس و توپ‌های خودکششی استفاده گشت.

## طراحی و توسعه
پس جنگ جهانی اول ایده تولید یک تانک سنگین جهت کمک به عملیات‌های شکستن خط دفاعی دشمن مطرح شد. ارتش سرخ نیز مجذوب این ایده گشت اما تا اوایل دهه ۱۹۳۰ قادر به دستیابی به آن نبود. با اجرای برنامه‌های صنعتی‌سازی تولید انبوه تانک‌های سنگین برای شوروی میسر شد. طراحی تانک‌های سنگین دارای چند برجک مانند تانک تی-۳۵ به شکست کامل انجامید؛ چرا که اطمینان اندکی نسبت به امکان تولید و به‌کارگیری عملی آن‌ها در میدان نبرد وجود داشت. تجربه شوروی در جنگ داخلی اسپانیا نشان‌گر این مسئله بود که چنین تانک‌هایی می‌بایست در مقابل توپ‌های ضد تانک با کالیبر ۳۷ میلی‌متری یا بیشتر مقاوم باشند. بدین ترتیب تأکید در طراحی تانک‌های سنگین از توان آتش بالاتر به زره سنگین‌تر تغییر یافت.
ماه نوامبر سال ۱۹۳۷ اداره اصلی نیروهای زرهی و مکانیزه (گابتو) خواهان طراحی یک تانک با زره ضد گلوله با قابلیت تاب‌آوری در مقابل آتش توپ‌های ضد تانک ۳۷ تا ۴۵ میلی‌متری در فاصله نزدیک و توپ‌های ضد تانک ۷۵ میلی‌متری در فاصله ۱۲۰۰ متری شد. این تانک می‌بایست از یک موتور دیزل استفاده می‌کرد. اقدامات اولیه در کارخانه تراکتورسازی خارکوف صورت گرفت اما کمبود منابع، از دست رفتن مهندسان در اثر پاکسازی بزرگ و با توجه به اهمیت موضوع، دو دفتر طراحی در لنینگراد به صورت رقابتی مسئول توسعه پیش‌نمونه شدند. این دو دفتر یکی دفتر طراحی باریکوف در کارخانه بلشویک و دیگری دفتر ویژه طراحی شماره ۲ به رهبری ژوزف کوتین در کارخانه کیروفسکی بودند. درخواست اولیه خواهان ساختاری مشابه تی-۳۵ با پنج برجک بود. مهندسان به سرعت گابتو را راضی به حذف برجک‌های "دکوری" برای مسلسل نمودند تا تعداد برجک‌ها به سه عدد کاهش یابد. برجک اصلی مخصوص یک توپ ۷۶ میلی‌متری و دو برجک کوچک‌تر دیگر برای توپ‌های ۴۵ میلی‌متری ضد تانک بودند. گروه باریکوف طراحی خود را "تی-۱۰۰" یا "سوتکا" نامید. گروه کوتین با پیروی از رسم وقت لنینگراد در نام‌گذاری همه چیز به نام سرگی میرونویچ کیروف، رئیس مقتول حزب کمونیست این شهر، طراحی خود را "اس‌ام‌کا" عنوان نهاد.
از آن جایی که محدودیت وقت شش‌ماهه تعیین‌شده امکان توسعه یک سیستم تعلیق جدید را نمی‌داد، اس‌ام‌کا در ابتدا دارای همان نوع قدیمی سیستم تعلیق تی-۳۵ بود. بعداً بالا بودن وزن این سیستم تعلیق باعث شد گروه طراحی سیستم تعلیق جدید میله پیچشی را بر روی یک نمونه تغییر یافته تانک متوسط تی-۲۸ آزمایش و سپس آن را بر روی اس‌ام‌کا اجرا کند. ضرورت حاصل از وزن بالا سبب گشت در هر دو پیش‌نمونه یک شنی پهن ریخته‌گری‌شده جهت کاهش فشار بر سطح و بهبود عملکرد خارج از جاده استفاده شود. روز ۴ مه سال ۱۹۳۸ مدل‌های چوبی طراحی‌ها در یک جلسه ویژه در مسکو به شورای دفاع کشور ارائه گردید. در این جلسه کوتین خواهان تلفیق سه برجک شد. او تعداد زیاد برجک‌ها را موجب افزایش وزن و در نتیجه کاهش تحرک‌پذیری آن دانست. در پی این درخواست ژوزف استالین با نزدیک شدن به یکی از مدل‌های چوبی یکی از برجک‌های آن را شکست و گفت:"چرا باید یک تانک را شبیه فروشگاه کرد؟!" در این دیدار استفاده از زره ۶۰ میلی‌متری با وجود مشکلات عمده در بُعد تولید، مورد تأیید قرار گرفت. بدین ترتیب هر دو دفتر اقدام به طراحی مجدد پروژه‌های خود نمودند. گروه طراحی کوتین به این نتیجه رسیده بود که حذف همان یک برجک ثانویه و استفاده از تنها یک برجک با توپ ۷۶ میلی‌متری رویکردی عملی‌تر است. استفاده از دو برجک طراحان را به شکل غیرقابل اجتنابی وادار می‌ساخت برجک اصلی را بر روی یک پایه زرهی و سنگین قرار دهند. این مسئله موجب افزایش قابل توجه وزن تانک می‌گردید که به جای آن می‌شد در نسخه تک برجکی ضخامت زره را بیشتر کرد. مدل پیش‌بینی شده دارای یک برجک، با اقتباس از نام کلیمنت ووراشیلوف، یکی از یاران نزدیک استالین و کمیسار خلق در امور دفاع، "کی‌وی" نام گرفت. ماه اوت سال ۱۹۳۸ در دیدار کمیته مرکزی حزب کمونیست شوروی در ارتباط با تولیدات آینده تانک، طراحی‌های اصلاح شده اس‌ام‌کا و تی-۱۰۰ به استالین ارائه گردید. کوتین همچنین طراحی کی‌وی را نیز به نمایش گذاشت. استالین تولید پیش‌نمونه هر سه مدل را تأیید نمود. با توجه به احساس قریب‌الوقوع بودن جنگ در اروپا، خواهان اتمام کار تا ماه اوت سال ۱۹۳۹ بود.
دو پیش‌نمونه از تی-۱۰۰ تولید گردید که وزن آن‌ها ۵۸ تن و دارای ۷ خدمه بودند. دو برجک این مدل شامل یک توپ کوتاه ۷۶٫۲ میلی‌متری ال-۱۱ در برجک بالایی و یک توپ ۴۵ میلی‌متری در برجک پایینی می‌شد. پیش‌نمونه اس‌ام‌کا دارای پیکربندی مشابهی نسبت به تی-۱۰۰ و همان چینش تسلیحاتی بود. هر دو پیش‌نمونه از موتور بنزینی GAM-34-8T با توان ۸۵۰ اسب بخار استفاده می‌نمودند. کی‌وی بسیاری از ویژگی‌های خود از جمله بدنه، سامانه انتقال قدرت و چشمی‌ها را از اس‌ام‌کا به ارث برده بود. با این وجود این مدل بسیار کوچک‌تر از اس‌ام‌کا و تی-۱۰۰ بود. این پیش‌نمونه همانند تانک متوسط تی-۳۴، نیروی خود را از موتور دیزل تراشوتین وی-۲ می‌گرفت. کی‌وی ۸ تن سبک‌تر از اس‌ام‌کا بود و زره ضخیم‌تری داشت. آزمایش هر سه پیش‌نمونه تحت نظارت یک کمیسیون ویژه حکومتی به ریاست مارشال ووراشیلوف از ماه سپتامبر سال ۱۹۳۹ در کوبینکا آغاز شد. از تعدادی از مهندسان دو کارخانه لنینگراد با آموزش‌های ویژه‌ای در زمینه مهارت لازم جهت راندن این خودروها و کاربرد تسلیحات آن‌ها، در این باره استفاده شد. این آزمایش‌ها تی-۱۰۰ را با وزنی ۳ تن بیشتر از محدودیت ۵۵ تنی، کند و دشوار در راندن تشخیص داد. در هر دوی تی-۱۰۰ و اس‌ام‌کا فرمانده در هماهنگ ساختن برجک با یکدیگر دارای مشکل بود. کی‌وی به سرعت به عنوان بهترین طراحی شناخته شد.
با آغاز جنگ زمستان بین شوروی و فنلاند، ارتش سرخ هر سه نمونه را در خطوط مقدم مورد آزمایش قرار داد. بدین منظور گروهان ویژه‌ای در تیپ ۲۰ تانک به فرماندهی سرگرد پتیا ووراشیلوف، فرزندخوانده کلیمنت ووراشیلوف ایجاد گردید و پیش‌نمونه‌ها به آن تعلق گرفت. این تانک‌ها که بخشی از خدمه آن‌ها کارگران کارخانه بودند، در تهاجم به استحکامات فنلاندی در اطراف سوما به کار گرفته شدند و مقداری موفقیت اولیه در برابر دشمنانی با تسلیحات ضعیف به دست آوردند. با گذشتن اس‌ام‌کا از روی یک مین بزرگ یکی از شنی‌های آن منهدم و کف تانک خم شد. تلاش کی‌وی و تی-۱۰۰ با همراهی دیگر تانک‌ها جهت حفاظت از اس‌ام‌کا تا هنگام بازیابی آن به نتیجه‌ای نرسید تا تانک آسیب دیده تا پس از پایان جنگ در همان موضع باقی بماند. حتی در همان زمان هم تانک مذکور به صورت قطعه قطعه جابه‌جا شد.
تجربه رزمی در فنلاند آزمایش‌های صورت گرفته پیشین را تأیید نمود. کی‌وی در این رزمگاه از نظر مکانیکی اتکاپذیر و زره آن در مقابل تسلیحات آتش مستقیم دشمن آسیب‌ناپذیر جلوه نمود تا روز ۱۹ دسامبر سال ۱۹۳۹ توسط کمیته دفاع کشور به عنوان تانک سنگین جدید به خدمت در ارتش سرخ پذیرفته شود. نتیجتاً کار بر روی کار اس‌ام‌کا و تی-۱۰۰ متوقف گشت.

## ویژگی‌ها

### اجزا
ترکیب تحرک، زره و توان آتش بالا، هنگام ظهور کی‌وی-۱ را به یکی از قدرتمندترین تانک‌های جهان بدل ساخت. زره پیشین بدنه و برجک آن به ترتیب ۷۵ و ۹۰ میلی‌متر بود که آن را در مقابل بسیاری از توپ‌های ضد تانک آن زمان مگر در فاصله بسیار نزدیک، آسیب‌ناپذیر می‌کرد.
با وجود وزن ۴۳٫۶ تنی، مجموعه‌ای از عوامل سبب می‌شد کی‌وی-۱ تانکی نسبتاً سریع با قابلیت رسیدن به سرعت ۳۵ کیلومتر بر ساعت در جاده و ۱۳ کیلومتر بر ساعت در خارج از جاده، باشد. این مسئله با به‌کارگیری سیستم تعلیق بهبود یافته اس‌ام‌کا با ۱۲ چرخ مستقل بر فنرهای پیچشی و استفاده از شنی پهن که فشار بر زمین را کاهش می‌داد، حاصل گشت. در این تانک یک موتور گازوئیلی V-2K با توان ۵۰۰ اسب بخار به‌کاربرده شده بود. این موتور با موتور V-2 استفاده شده در تانک تی-۳۴ یکسان بود. پسوند K به جهت کاربرد این موتور در تانک کی‌وی-۱" به عنوان آن افزوده می‌شد. برد کی‌وی-۱ در جاده به ۱۶۰ کیلومتر و خارج از جاده به ۱۰۰ می‌رسید. سوخت تانک در سه محفظه درون اتاقک دو محفظه در طرف راست و یک محفظه در طرف چپ ذخیره می‌شد. به هر حال، با توجه به وزن بالا و نبود نیروی کمکی، چرخاندن تانک کار بسیار دشواری بود. کی‌وی-۱ از یک کلاچ خشک چند لایه با یک جعبه‌دنده کشویی مشبک استفاده می‌نمود. این سامانه انتقال قدرت مشکل‌سازترین بخش تانک بود و بیشترین خرابی مکانیکی در آن اتفاق می‌افتاد. تغییر دنده در کی‌وی-۱ مستلزم متوقف کردن تانک بود که امکان رسیدن آن به سرعت بالا را می‌گرفت. فیتلرهای ناکافی نیز عملکرد موتور تانک را کاهش می‌دادند.
در ابتدا قصد استفاده از توپ ۷۶٫۲ میلی‌متری F-32 وجود اما با تأخیر در تأمین این توپ، از توپ ۷٫۶۲ میلی‌متری کوتاه L-11 استفاده شد. تسلیحات ثانویه شامل سه مسلسل DT، یکی هم‌محور با توپ، دیگری درون یخش جلویی بدنه و سومی در پشت برجک می‌شد.
ابزار الکتریکی چرخش برجک دارای سه سرعت بود. سریع‌ترین حالت ۳۶۰ درجه را در ۷۰ ثانیه و آهسته‌ترین (برای تنظیم دقیق) در ۱۲۰ ثانیه می‌چرخاند.

### خدمه
کی‌وی-۱ دارای ۵ خدمه شامل فرمانده\بارگذار، توپچی و کمک‌راننده\مکانیک در برجک و راننده و بیسیم‌چی\تیربارچی در بدنه بود. فضای داخل تانک فاصله زیادی با حالت ایده‌آل داشت و موجب کاهش عملکرد خدمه می‌شد.
راننده در مرکز بدنه اندکی متمایل به راست می‌نشست. هنگام رانندگی خارج از میدان نبرد امکان باز شدن دریچه کوچکی وجود داشت تا او دید مستقیم به بیرون پیدا کند. هنگام نبرد راننده از یک شکاف کوچک در چشمی با محدودیت چرخش استفاده می‌نمود. کیفیت پایین شیشه محافظت‌شده این چشمی مشاهده از طریق آن را دشوار می‌کرد. فرمانده تانک از یک پریسکوپ PTK استفاده می‌کرد. به علاوه، یک پریسکوپ نیز در یک طرف و یک شکاف دید نیز بر روی حفره تپانچه طرف راست، بود. بدین ترتیب، هنگام بسته بودن دریچه‌ها راننده و فرمانده دید بسیار محدودی به بیرون داشتند که این امر موجب دشواری در به انجام رساندن مؤثر وظایف آن‌ها می‌گشت.
بیسیم‌چی در طرف چپ راننده می‌نشست و یک مسلسل ۷٫۶۲ میلی‌متری DT درون بدنه را به‌کار می‌گرفت. درحالیکه در گروهان‌های تانک‌های سبک و متوسط تجهیزات رادیویی تنها به فرماندهان گروهان و دسته‌ها تعلق داشت، بیشتر تانک‌های کی‌وی از ابتدای جنگ به این تجهیزات مجهز شده بودند. این دستگاه‌ها معمولاً نمونه قدیمی ۷۱-تی‌کا-۳ بودند. هنگامی که تانک رها می‌شد این وظیفه بیسیم‌چی بود که مسلسل درون بدنه آن را برای دفاع بردارد. اغلب تنها فرمانده تانک یک سلاح کمری به همراه داشت و مابقی خدمه نارنجک دستی یا دیگر مسلسل‌های تانک را حمل می‌کردند.
توانمندی فرمانده در هدایت راننده، بیسیم‌چی و توپچی با قرار گرفتن وظیفه بارگزاری توپ بر دوش او، به شدت با اختلال مواجه می‌شد. علاوه بر بارگزاری توپ، فرمانده در صورت لزوم می‌بایست مسلسل هم‌محور را نیز بارگزاری می‌نمود. شکل جایگذاری مهمات درون تانک کار او را بسیار پیچیده کرده بود. تنها ده گلوله توپ که پنج تای آن به هر طرف دیواره‌های پشتی برجک نصب می‌شد، به راحتی در دسترس بود؛ بقیه گلوله‌ها باید از کف تانک برداشته می‌شدند. گلوله‌های کف پیچیده در پوششی پلاستیکی درون ۴۴ جعبه دوتایی قرار می‌گرفتند تا مجموع گلوله‌های درون تانک به ۹۸ گلوله برسد. بدین ترتیب، هنگام نبرد کف تانک به سرعت به صورت شلوغی پر از جعبه‌های باز شده، پوشش‌های پلاستیکی و پوکه گلوله‌ها می‌شد. با قرار گرفتن کمک راننده/مکانیک در پشت سر فرمانده/بارگذار، این وضعیت هنگام استفاده از توپ مشکل‌سازتر می‌گشت. این فرد در عالت عادی در صندلی آویزان از برجک، دقیقاً پشت توپ می‌نشست اما هنگام استفاده از توپ این فضا اشغال می‌شد. از همین رو خدمه برخی تانک‌ها ترجیح می‌دادند با چهار نفر به عمل بپردازند. به هر صورت، از سال ۱۹۴۲ به جهت کمبود خدمه، تانک‌های کی‌وی-۱ اندکی پنج خدمه داشتند. برخی تانک‌ها حتی با حذف کردن بیسیم‌چی، با سه تن خدمه به عمل می‌پرداختند. تمام این‌ها موجب تحرک و هماهنگی عملیاتی ضعیف در میدان نبرد می‌شد.
عملکردهای اصلی کمک راننده آزاد کردن راننده پس از خستگی آن در اثر کار با سیستم طاقت‌فرسای کلاچ-ترمز چرخش تانک و انجام امور معمول نگهداشت تانک در هنگام توقف بود. هنگام حرکت کمک راننده معمولاً مسئول مسلسل ضدهوایی ده‌ته سقف که به حلقه دریچه متصل بود، می‌گشت. فرمانده اغلب جهت داشتن دید بهتر، جای کمک راننده را در این مسئولیت می‌گرفت. فرمانده همچنین در جریان رزم، مسلسل پشت برجک را جهت دور کردن پیاده‌نظام دشمن از تانک، به‌کارمی‌گرفت.
توپچی در قسمت جلو سمت چپ برجک در کنار فرمانده می‌نشست. او دو ابزار دید برای استفاده از توپ در اختیار داشت. یکی از آن‌ها پریسکوپ PT-4-7 و دیگری ابزار دید مستقیم تلسکوپی TMFD متصل به ابزار بالا و پایین کردن توپ، بود. هنگام شلیک توپ معمولاً از ابزار دید تلسکوپی استفاده می‌شد چرا که قابلیت انتقال نور بهتری داشت. از ابزار دید پریسکوپی برای مشاهده و هدف‌یابی عمومی استفاده می‌گردید زیرا امکان چرخش و میدان دید وسیع‌تری داشت. توپچی با دست راست خود توپ را با یک چرخ دنده‌دار بالا و پایین می‌کرد و می‌توانست برجک را با دست چپ به صورت دستی یا با ابزار الکتریکی بچرخاند.
کی‌وی-۱ تنها دو دریچه خروج برای پنج یا شش خدمه خود داشت. همین دریچه‌ها در اثر اصابت آتش دشمن و تغییر شکل بدنه یا برجک گاهی گیر می‌کردند؛ از همین رو برخی از خدمه تانک‌های کی‌وی-۱ پیش از نبرد دریچه‌ها قفل نمی‌کردند بلکه به جای آن دریچه را از درون تانک در حالت نیمه‌باز با تسمه می‌بستند. در این حالت هنگام حرکت برخورد دریچه با بدنه صداهای بلندی ایجاد می‌کرد و گاهی موجب ورود ترکش به درون تانک می‌شد اما به هر صورت خدمه شانس بیشتری برای فرار داشتند.

## مدل‌ها
در طول مدت خدمت بهبودهایی در طراحی پایه کی‌وی-۱ صورت گرفت تا مشکلات آن بر طرف و طول عمر عملیاتی آن افزایش یابد.
- مدل ۱۹۴۰: این مدل با ظهور در سال ۱۹۴۰ به یک توپ پرسرعت‌تر ۷۶٫۲ میلی‌متری L-11 با گلوله‌هایی بلندتر و یک موتور جدید و قدرتمندتر ۶۰۰ اسب بخاری V-2 مجهز شد. ضخامت زره بخش‌هایی از بدنه و برجک با پیچ و مهره کردن صفحات ۳۵ میلی‌متری به آن‌ها افزایش یافت.[۲۳]
- مدل ۱۹۴۱: توپ ۷۶٫۲ میلی‌متری ZiS-5 نخستین بار سال ۱۹۴۱ بر روی کی‌وی-۱ نصب شد. این توپ مشابه توپ f-34 تانک تی-۳۴ و بسیار قدرتمندتر از توپ پیشین بود. در این مدل برجک گوشه‌دار جوش‌داده‌شده ضعیف‌تر با نمونه ریخته‌گری‌شده قوی‌تر که تولید راحت‌تری نیز داشت، جایگزین گشت. برآمدگی پشت برجک نیز حذف شد.[۲۴]
- کی‌وی-۸: مدل شعله‌افکن، طراحی‌شده پس از جنگ زمستان با اسلحه ATO-41 با نرخ آتش ۳ شلیک در هر ۱۰ ثانیه با سوخت کافی برای ۱۰۷ شلیک[۲۴]

## تولید
در ابتدا تولید ۵۰ دستگاه از این تانک تا سال ۱۹۴۰ در کارخانه کیروفسکی با برجکی اصلاح شده سفارش داده شد. تولید انبوه تانک کی‌وی-۱ از فوریه سال ۱۹۴۰ آغاز گردید. بنا به دستور مقامات عالی در ۱۹ ماه ژوئن، کارخانه تراکتور سازی چلیابینسک نیز موظف به تولید این تانک گشت. مقرر شد تا سال ۱۹۴۱ مجموعاً ۴۰۰ دستگاه کی‌وی-۱ تولید شود. از این شمار دویست دستگاه در کارخانه تراکتورسازی چلیابینسک می‌بایست تولید می‌شدند. به هر حال پیش از تهاجم آلمان به شوروی و آغاز جنگ، تنها کمتر از ۲۰ دستگاه کی‌وی-۱ از خط تولید در چلیابینسک خارج شدند. مجموعاً تا میانه سال ۱۹۴۱، ۴۳۲ تانک کی‌وی-۱ آماده شده بودند.
| تولیدات کی‌وی-۱ | تولیدات کی‌وی-۱ | تولیدات کی‌وی-۱ | تولیدات کی‌وی-۱ | تولیدات کی‌وی-۱ | تولیدات کی‌وی-۱ | تولیدات کی‌وی-۱ | تولیدات کی‌وی-۱ | تولیدات کی‌وی-۱ | تولیدات کی‌وی-۱ | تولیدات کی‌وی-۱ | تولیدات کی‌وی-۱ | تولیدات کی‌وی-۱ | تولیدات کی‌وی-۱ | تولیدات کی‌وی-۱ | تولیدات کی‌وی-۱ |
| -------------- | -------------- | -------------- | -------------- | -------------- | -------------- | -------------- | -------------- | -------------- | -------------- | -------------- | -------------- | -------------- | -------------- | -------------- | -------------- |
| سال/ماه        | تولیدکننده     | تسلیحات        | ۱              | ۲              | ۳              | ۴              | ۵              | ۶              | ۷              | ۸              | ۹              | ۱۰             | ۱۱             | ۱۲             | مجموع          |
| ۱۹۳۹           | کیروف          | L-11           |                |                |                |                |                |                |                | ۱              |                |                |                |                | ۱              |
| ۱۹۴۰           | کیروف          | L-11           |                |                |                | ۵              | ۱              | ۷              | ۵              | ۱۰             | ۳۲             | ۵۲             | ۱۲             | ۱۵             | ۱۳۹            |
| ۱۹۴۱           | کیروف          | L-11           | ۱              |                |                |                |                |                |                |                |                |                |                |                | ۱              |
| ۱۹۴۱           | کیروف          | F-32           | ۴۵             | ۴۴             | ۶۲             | ۶۶             | ۱۰             | ۴۰             | ۱۵۳            | ۱۸۰            | ۸۱             | ۳۰             |                |                | ۷۱۱            |
| ۱۹۴۱           | چلیابینسک      | L-11           | ۱              | ۲              |                |                |                |                |                |                |                |                |                |                | ۳              |
| ۱۹۴۱           | چلیابینسک      | F-32           |                |                | ۱              | ۴              | ۶              | ۱۱             | ۲۴             | ۸              |                |                |                |                | ۸۱             |
| ۱۹۴۱           | چلیابینسک      | ZiS-5          |                |                |                |                |                |                |                | ۱۹             | ۲۷             | ۶۲             | ۱۵۶            | ۱۹۰            | ۴۲۷            |
| مجموع سال ۱۹۴۱ | مجموع سال ۱۹۴۱ | مجموع سال ۱۹۴۱ | ۴۷             | ۴۶             | ۶۳             | ۷۰             | ۱۶             | ۵۱             | ۱۷۷            | ۲۰۷            | ۱۰۸            | ۹۲             | ۱۵۶            | ۱۹۰            | ۱۲۲۳           |
| ۱۹۴۲           | چلیابینسک      | ZiS-5          | ۲۱۶            | ۲۶۲            | ۲۵۰            | ۲۶۰            | ۳۲۵            | ۲۸۷            | ۱۳۰            | ۷۰             |                |                |                |                | ۱۸۰۰           |
| مجموع سال ۱۹۴۲ | مجموع سال ۱۹۴۲ | مجموع سال ۱۹۴۲ | ۲۱۶            | ۲۶۲            | ۲۵۰            | ۲۶۰            | ۳۲۵            | ۲۸۷            | ۱۳۰            | ۷۰             |                |                |                |                | ۱۸۰۰           |
| مجموع          | مجموع          | مجموع          | مجموع          | مجموع          | مجموع          | مجموع          | مجموع          | مجموع          | مجموع          | مجموع          | مجموع          | مجموع          | مجموع          | مجموع          | ۳۱۶۳           |

با آغاز محاصره لنینگراد در ماه سپتامبر سال ۱۹۴۱، فعالیت تولید و تعمیر تانک‌های کی‌وی-۱ در این شهر متوقف نشد. در ماه‌های اکتبر و نوامبر همان سال به کمک قطعات ذخیره خارج شده از کارخانه ایژورا، ۷۰ بدنه و ۱۳۰ برجک در کارخانه شماره ۳۷۱ تولید شد. بدین صورت امکان تولید دو دستگاه تانک کامل در ماه نوامبر فراهم آمد. یکی از این دو تانک اواخر ماه بعد توسط آلمانی‌ها منهدم گشت.
ماه‌های دسامبر ۱۹۴۱ و ژانویه ۱۹۴۲ این کارخانه تعطیل بود. پس از آن تا پایان سال ۱۹۴۲ مجموعاً ۱۳۹ تانک تعمیر و ۴۹ تانک تولید گردید. سال بعد نیز ۲۱ تانک تولید شد. بدین ترتیب از ماه نوامبر سال ۱۹۴۱ تا پایان سال ۱۹۴۳ مجموعاً ۷۰ تانک در لنینگراد تحت محاصره تولید شد که با توجه به این که در همان محدوده مورد استفاده قرار گرفتند ذیل آمار کل تولیدات کی‌وی-۱ در شوروی به حساب نیامده‌اند.